# SN 2003bc
SN 2003bc – supernowa odkryta 21 lutego 2003 roku w galaktyce A123638+6209. W momencie odkrycia miała maksymalną jasność 24,00m.